# Jetse Bol
Jetse Bol (* 8. září 1989) je nizozemský profesionální silniční cyklista jezdící za UCI ProTeam Burgos BH. V mládí byl Bol talentovaným rychlobruslařem, ale později se začal zaměřovat na cyklistiku.

## Hlavní výsledky
2006
Národní šampionát
2. místo časovka juniorů
2008
8. místo Paříž–Roubaix Espoirs
2009
Olympia's Tour
 celkový vítěz
vítěz prologu (TTT)
Boucles de la Mayenne
4. místo celkově
2010
Le Triptyque des Monts et Châteaux
 celkový vítěz
vítěz etapy 2a (ITT)
Tour de Normandie
5. místo celkově
vítěz 1. etapy (ITT)
5. místo Paříž–Roubaix Espoirs
6. místo Kampioenschap van Vlaanderen
Tour de Bretagne
8. místo celkově
vítěz 1. etapy
2011
Olympia's Tour
 celkový vítěz
vítěz etap 1 a 6
2. místo Omloop der Kempen
3. místo Kernen Omloop Echt-Susteren
Tour de Bretagne
4. místo celkově
vítěz etap 1 a 3
5. místo Ster van Zwolle
Ronde van Drenthe
6. místo celkově
6. místo Châteauroux Classic
7. místo Paříž–Roubaix Espoirs
2012
10. místo Grand Prix Impanis-Van Petegem
2013
7. místo Binche–Chimay–Binche
Tour de l'Eurométropole
10. místo celkově
2015
Olympia's Tour
 celkový vítěz
vítěz 2. etapy
2016
10. místo Ronde van Limburg
2017
6. místo Prueba Villafranca de Ordizia
Circuit de la Sarthe
7. místo celkově
Vuelta a Burgos
10. místo celkově
2018
Vuelta a España
 cena bojovnosti po 18. etapě
2019
4. místo Prueba Villafranca de Ordizia
6. místo Circuito de Getxo
2020
6. místo Prueba Villafranca de Ordizia
Vuelta a España
 cena bojovnosti po 1. etapě
2021
Vuelta a España
 cena bojovnosti po 16. etapě
2022
Vuelta a España
 cena bojovnosti po 2. etapě
2023
9. místo Classic Grand Besançon Doubs
10. místo Tour du Doubs
Vuelta a España
 cena bojovnosti po 12. etapě

### Výsledky na Grand Tours
| Grand Tour      | 2014 | 2015 | 2016 | 2017 | 2018 | 2019 | 2020 | 2021 | 2022 | 2023 |
| --------------- | ---- | ---- | ---- | ---- | ---- | ---- | ---- | ---- | ---- | ---- |
| Giro d'Italia   | 156  | —    | —    | —    | —    | —    | —    | —    | —    | —    |
| Tour de France  | —    | —    | —    | —    | —    | —    | —    | —    | —    | —    |
| Vuelta a España | —    | —    | —    | 69   | 101  | 104  | 80   | 71   | 89   | 110  |

| —   | Nezúčastnil se |
| DNF | Nedokončil     |
| JS  | Jede se        |